# Skisport

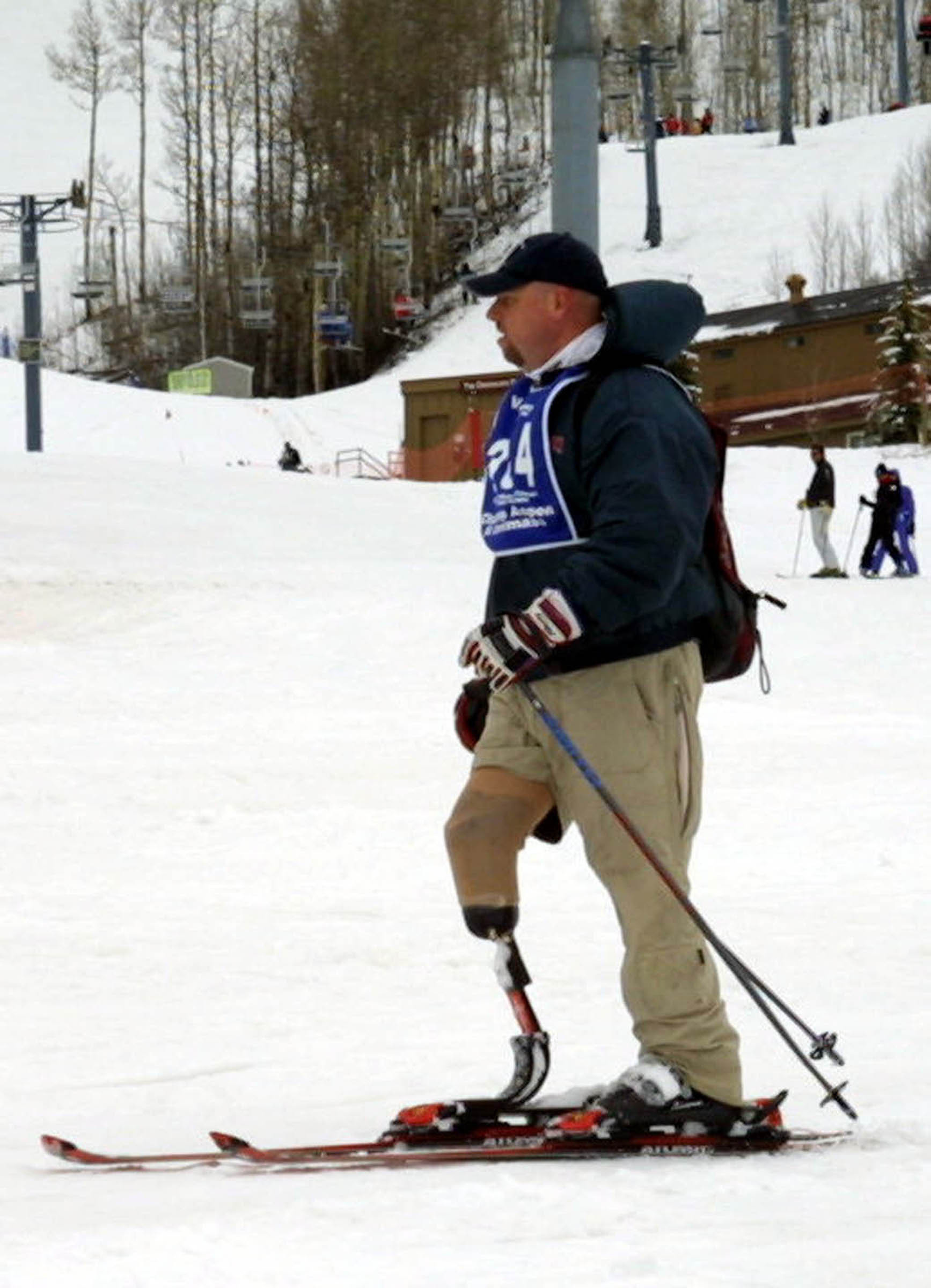
Auch im Behindertensport spielt Skifahren eine Rolle.

Skisport, in Österreich auch Schisport, ist der Sammelbegriff für alle Sportarten, zu deren Ausübung das Sportgerät Ski benötigt wird. Skisport zählt zusammen mit dem Snowboardsport zum Schneesport und ist eine Wintersportart.

## Wettkampfsport und Breitensport
Man unterscheidet beim Skisport den Wettkampfsport und den Breitensport. Zum Wettkampf-Skisport zählen die folgenden Disziplinen:
- Alpiner Skisport, mit den Wettbewerben: Abfahrt, Super-G, Riesenslalom, Slalom und Alpine Kombination;
- Nordischer Skisport, mit den Disziplinen: Langlauf, Skispringen und Nordische Kombination;
- Freestyle-Skiing, mit den Wettbewerben: Slopestyle, Halfpipe und Skicross;
- Biathlon, mit den Wettbewerben: Einzel, Sprint, Verfolgung, Massenstart und Staffel;
- Geschwindigkeitsskifahren;
- Ski-Orientierungslauf.

Die Breitensport-Entsprechung zum alpinen Skisport heißt Skifahren. Ebenfalls als Breitensport gibt es den Skilanglauf und den Ski-Orientierungslauf.

## Skisportverbände
Der Wettkampf- wie auch der Breitensportbereich des Skisports sind in verbandlichen Strukturen organisiert. Der bundesweit übergreifende Verband in Deutschland ist der Deutsche Skiverband, in Österreich entsprechend der Österreichische Skiverband, in der Schweiz der Swiss-Ski. Darüber hinaus existieren in Deutschland noch zahlreiche weitere, regionale Verbände in den einzelnen Skisport-Regionen.

## Skisport als Wirtschaftsfaktor
Der Skisport ist zudem für Wintersportgebiete ein wichtiger Wirtschaftsfaktor. Die Wertschöpfung des Wintersports, darunter auch des Skisports, lag in Österreich im Jahr 2008 bei 7,11 Milliarden Euro. In bayrischen Skigebieten werden in der Wintersaison durch Tagesausflügler rund 3.444 Millionen Euro Bruttoumsatz erwirtschaftet, durch Übernachtungen noch einmal rund 2.559,2 Millionen Euro Bruttoumsatz generiert.

## Ausrüstung Skisport
Skisport ist kein ganz ungefährlicher Sport: Am häufigsten sind Verletzungen an der Schulter, im Kopfbereich und am Rumpf. Die meisten verunfallten Skifahrer, rund ein Drittel, verletzen sich allerdings an den Knien. Eine sichere Skiausrüstung gehört daher zum Skisport dazu. Als Zubehör benötigen Skifahrer neben den auf die jeweilige Sportart abgestimmten Skiern und Skistöcken noch:
- Skihelme
- Skibrillen
- Skikleidung
- Skischuhe
- Skihandschuhe
- Protektoren